# Kosta Conew
Kosta Conew, właśc. Kostadin Conew, (ur. 10 czerwca 1929 w Sofii, zm. 25 stycznia 2012) – bułgarski aktor.
Współpracował z teatrami w Sofii (1952–1966 Teatr Młodzieży, od 1966 Teatr Sofia). Główne swe role odegrał w inscenizacjach: Stanko Syrczadżijewa, Welimira Cankowa, Kirkora Azariana. Kreacje stworzył w repertuarze klasycznym (Harpagon – Skąpiec, i Komandor – Don Juan Moliera, Ryszard III Williama Szekspira, Petko – Pyrwite Pawło Todorowa) oraz współczesnym (Bohater – Kartoteka Tadeusza Różewicza). Występował także w filmach – m.in. Wesele Joana Asena Welimira Cankowa (1974), Brazylijska melodia Milena Getowa (1974), Borys I Christo Syrczadżijewa (1985) – i telewizji.